# Universidad Estatal de Dakota del Norte
Universidad Estatal de Dakota del Norte de Agricultura y Ciencias Aplicadas (North Dakota State University of Agriculture and Applied Sciences), más conocida como Universidad Estatal de Dakota del Norte o NDSU (North Dakota State University) es una universidad pública ubicada en Fargo, Dakota del Norte, Estados Unidos. Es la mayor universidad de Dakota del Norte, con cerca de 14.000 estudiantes. Fundada como North Dakota Agricultural College (Escuela de Agricultura de Dakota del Norte) en 1890. La NDSU es parte del North Dakota University System (Sistema de universidades de Dakota del Norte).

## Estudios académicos
La NDSU es conocida por muchos de sus programas académicos, tales como: Comunicación y Procesamiento de Señales, Manejo de Emergencias, Comunicación para la Salud y Comportamiento Estadístico.
Además, la universidad ofrece los siguientes estudios:
- Agricultura, Sistemas alimenticios y Recursos Naturales
- Artes, Humanidades y Ciencias Sociales
- Negocios
- Ingeniería y Arquitectura
- Desarrollo Humano y Educación
- Farmacia, Enfermería y Ciencias Afines
- Ciencias y Matemáticas
- Estudios Universitarios

Adicionalmente, la NDSU tiene las siguientes divisiones académicas:
- Educación Continua
- Educación Cooperativa
- Programas Internacionales

## Bibliotecas
La recaudación total de las bibliotecas de la NDSU incluye alrededor de 1,4 millones de unidades y están divididos en todas las bibliotecas que componen la universidad, tales como:
- Biblioteca Central: en 2003 contenía más de 400.000 libros. Además, la biblioteca ofrece libros electrónicos, documentos gubernamentales, mapas y recursos electrónicos.
- H.J. Klosterman Chemistry Library (Biblioteca de química H.J. Klosterman): la biblioteca contiene cerca de 7.300 libros, así como periódicos, revistas, una colección de referencia y tesis.
- Architecture and Landscape Architecture Library (Biblioteca de arquitectura y de arquitectura del paisaje): contiene más de 13.000 libros, además de revistas, diapositivas, tesis, y equipo audiovisual.
- Philip N. Haakenson Health Sciences Library (Biblioteca de ciencias de la salud Philip N. Haakenson): contiene diversos materiales relacionados con las ciencias de la salud.
- Institute of Regional Studies (Instituto de estudios regionales).